# AKATSUKI (HOME MADE 家族のアルバム)
『AKATSUKI』 (アカツキ)とは、HOME MADE 家族の6枚目のアルバム。2011年9月28日発売。

## 解説
前作から1年半ぶりのオリジナルアルバム。タイトルのAKATSUKIは暁に由来する。
HIP HOPに加え、ラテンやエレクトロなど様々なタイプの曲が収録されている。

## 収録曲
1. 暁 (Introduction)
  - イントロ
2. FREEDOM
  - 20thシングル
  - テレビ東京系アニメーション「NARUTO -ナルト- 疾風伝」エンディングテーマ
3. スターとライン
  - このアルバムのリードトラックで、PVが存在する。
4. So So Hot !!!
5. No. 1
6. STAY GOLD
7. 情熱のスイッチ
8. BODY PARTY
9. 僕はここにいる
10. ぬくもり
  - 19thシングル
  - 「レコチョク」TV-CMソング
11. ギフト
12. Rolling Stone

## DVD
1. 「Making of AKATSUKI 〜2MC ＋ 1DJ & 3CAMERAS〜」